# 畫工棄市
《畫工棄市》是小说集《西京杂记》中的故事。故事中的画工在《汉书》没有记载。

## 情节
汉元帝后宫很多，不得常见。让画工绘画，按图召幸。宫人都賄赂画工，多者十万，少者不下五万。只有王昭君不肯，于是不会被汉元帝召幸。后来匈奴呼韩邪单于求汉朝美人为阏氏，汉元帝按图召王昭君前去和親。王昭君上殿被召见，汉元帝发现她美貌冠于后宫。汉元帝后悔，但对外国不能失信，不再换人，于是将其事追查到底。画工毛延寿为杜陵人，所作的人物画，无論美丑老少都画得很像，他和安陵陈敞、新丰刘白、龚宽、下杜阳望这些画工全部弃市，籍没其家，家资巨万。